# La Flèche Wallonne 2012
La Flèche Wallonne 2012 var den 76. udgave af La Flèche Wallonne. Det blev afholdt den 18. april 2012.
Løbet har haft to danske vinder i 1984 hvor Kim Andersen vandt og i 1998 hvor Bo Hamburger vandt.

## Resultater
| Nr. | Navn                          | Hold                | Tid        |
| --- | ----------------------------- | ------------------- | ---------- |
| 1   | Spanien Joaquim Rodríguez     | Team Katusha        | 4t 45' 41" |
| 2   | Schweiz Michael Albasini      | GreenEDGE           | + 4"       |
| 3   | Belgien Philippe Gilbert      | BMC Racing Team     | + 4"       |
| 4   | Belgien Jelle Vanendert       | Lotto-Belisol       | + 4"       |
| 5   | Kroatien Robert Kišerlovski   | Astana              | + 7"       |
| 6   | Irland Daniel Martin          | Garmin-Barracuda    | + 9"       |
| 7   | Holland Bauke Mollema         | Rabobank            | + 9"       |
| 8   | Italien Vincenzo Nibali       | Liquigas-Cannondale | + 9"       |
| 9   | Italien Diego Ulissi          | Lampre-ISD          | + 9"       |
| 10  | Belgien Jurgen Van den Broeck | Lotto-Belisol       | + 11"      |